# Windows Media Center
Windows Media Center (wym. [ˌwɪndəʊz ˈmiːdiə sɛntə]) – aplikacja obecna w Windows XP Media Center Edition, Windows XP Media Center Edition 2005 oraz Windows Vista i Windows 7 w edycjach Home Premium i Ultimate, a także w Windows 8 Pro.
Podstawowym celem istnienia aplikacji jest umożliwienie kontroli nad komputerem za pomocą pilota i telewizora.
Aplikacja przestała być wspierana w Windows 10.

## Możliwości
- dostęp do multimediów, takich jak radio, telewizja, internet, muzyka, wideo itp. przy pomocy pilota
- sterowanie tunera satelitarnego lub komunikację z komputerem dzięki sensorom na podczerwień
- obsługa zaawansowanych kart graficznych celem uzyskania jak najlepszej jakości obrazu
- korzystanie z tunera telewizyjnego do odbioru telewizji naziemnej, satelitarnej lub kablowej
- sprzętowe kodowanie obrazu do zapisu programów telewizyjnych na twardym dysku
- wyświetlanie obrazu na telewizorze podłączonym do komputera
- podłączenie systemu kina domowego lub HiFi przy pomocy cyfrowych wyjść audio.